# Лисоне
Лисо̀не (на италиански: Dicomano, на западноломбардски: Lisôn, Лизон) е град и община в Северна Италия, провинция Монца и Брианца, регион Ломбардия. Разположен е на 181 m надморска височина. Населението на общината е 44 197 души (към 2013 г.).
До 2004 г. общината е част от провинция Милано.